# Muntele Tomanivi
Muntele Tomanivi, numit anterior Muntele Victoria și cunoscut și sub numele de Toamiivi, este un vulcan stins situat în zonele înalte din partea nordică a insulei Viti Levu. Având o altitudine de 1.324 metri muntele Tomanivi este cel mai înalt munte din Fiji. O potecă duce spre vârful Tomanivi din satul Navai. Principalele râuri Rewa, Navua, Sigatoka și Ba izvorăsc din zona centrală.
Tomanivi conține o proporție semnificativă din pădurea montană aflată la cea mai înaltă altitudine din Fiji. Acesta este un habitat important pentru păsări și alte biodiversități. O suprafață de 17.500 hectare care acoperă versanții Tomanivi este zona importantă a păsărilor de pe Tomaniivi. Aceasta combină Rezervația Naturală Tomaniivi și Rezervația Pădurii Wabu cu alte păduri pentru a forma un singur bloc forestier. Este văzută ca cea mai bună speranță pentru papagalii Loriini cu gât roșu pe cale de dispariție.